# Ponto quente dos Açores

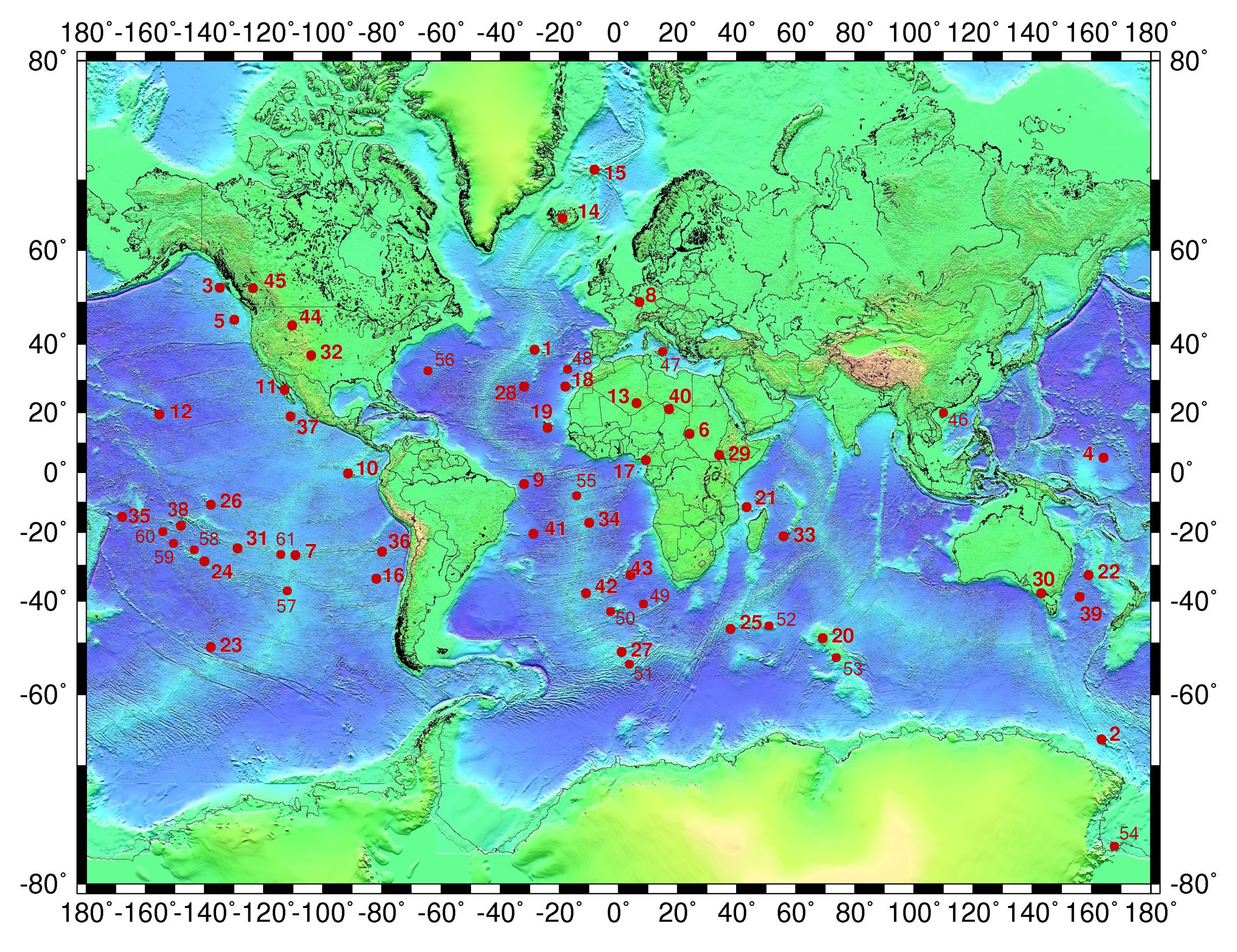
O ponto quente mantélico dos Açores está assinalado com «1» no mapa.

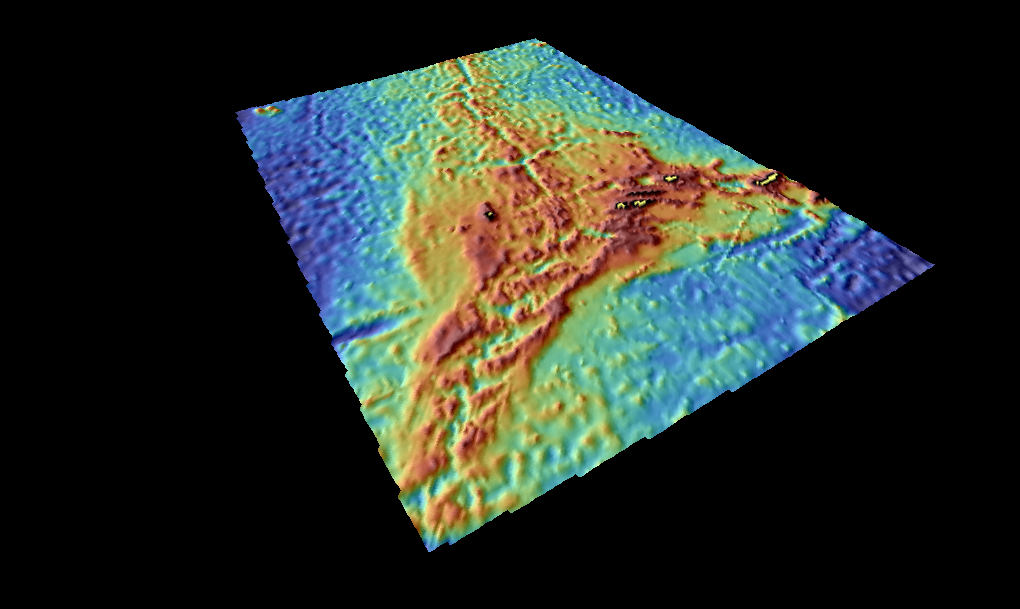
Plataforma dos Açores, mostrando o espessamento crustal resultante do intenso vulcanismo associado ao hotspot.

O ponto quente mantélico dos Açores (ou hotspot dos Açores) é um ponto quente com origem no manto situado sob a junção tripla dos Açores, na região central do Atlântico Norte. Em consequência da presença dessa estrutura, a região dos Açores é caracterizada pro vulcanismo ativo e por um espessamento da crusta terrestre que deu origem à plataforma dos Açores, uma microplaca tectónica de forma grosseiramente triangular. As ilhas do arquipélago dos Açores são relativamente jovens e estão associados a um espessamento batimétrico, a uma anomalia gravítica e à presença da geoquímica característica dos basaltos insulares. O ponto quente mantélico dos Açores está situado a 100–200 km a leste da Dorsal Média do Atlântico, estando presentemente a região central da pluma mantélica nas proximidades da ilha do Faial.

## Descrição
O domínio geológico dos Açores compreende a plataforma dos Açores (por vezes denominado Planalto dos Açores), sobre a qual está instalado o arquipélago dos Açores (formado por 9 ilhas, que se estendem por uma distância de 614 km de SE para NW, que têm sido vulcanicamente ativas pelo menos durante os últimos 7 Ma). O arquipélago fica no ramo lateral da Dorsal Mesoatlântica, perto da junção tripla de três das placas tecónicas principais, já que a região é bordejada a norte pela placa Euroasiática, a leste e sual pela placa Africana e a oeste pela placa Norte-Americana. Esta localização única faz com que a área apresente a interação de um ponto quente mantélico com uma larga variedade de distintos processos vulcânicos.
O arquipélago dos Açores ergue-se do referido Planalto dos Açores, uma área de crosta oceânica espessada que se terá formado nos últimos 20 milhões de anos. Anomalias de velocidade negativa das ondas S foram mapeadas sob o planalto dos Açores até aos 250–300 km de profundidade. Essas anomalias aparentam ser a assinatura de uma pluma mantélica que terá dado origem ao vulcanismo que criou o Planalto dos Açores. Outra teoria é que o excesso de vulcanismo resulta simplesmente do excesso de extensão nesta incomum junção tripla.

## Relação entre a dorsal oceânica e o ponto quente
A Dorsal Mesoatlântica é uma zona de distensão da crosta terrestre, caracterizada por expansão do fundo oceânico, que permite a ascensão do magma, formando diques e dando origem a vulcanismo de superfície. As áreas de excesso de magmatismo na Dorsal Média do Atlântico foram designadas por hotspots, como ocorre nos Açores, e estudos de modelação do campo gravítico terrestre mostraram que a espessura da crosta nesta área é 60% maior do que o normal e a dorsal oceânica tem elevada taxa de expansão.
O hotspot vulcânico é assimétrico no sentido norte-sul. Acredita-se que a crosta nas dorsais oceânicas seja formada por uma combinação de processos magmáticos e tectónicos, com adição de magma proveniente de câmaras magmáticas curta duração. O aumento da produção de material em fusão (melt) dentro do manto pode ter suportado uma câmara de magma com mais longa duração, fazendo com que a crosta fosse mais espessa. No entanto, a Dorsal Mesoatlântica também demonstrou ter afetado as características do Planalto dos Açores, levando a que as principais cordilheiras vulcânicas do planalto fossem criadas no eixo de expansão daquela dorsal.